# WHO-Kaderverdrag inzake tabaksontmoediging
Het WHO-Kaderverdrag inzake tabaksontmoediging (Engels WHO Framework Convention on Tobacco Control, FCTC) is een verdrag van de Wereldgezondheidsorganisatie voor de bestrijding van het tabaksgebruik. Het verdrag werd aangenomen op de 56e Algemene Vergadering van de WHO in Genève, Zwitserland op 21 mei 2003. Het werd het eerste Verdrag van de Wereldgezondheidsorganisatie dat werd goedgekeurd op grond van artikel 19 van de grondwet van de WHO, en trad in werking op 27 februari 2005.

## Inhoud
Het verdrag verlangt van de lidstaten inspanningen voor tabakspreventie, en meer bepaald:
- tegengaan van lobbywerk door de tabaksindustrtie
- terugdringen van de vraag
- aandacht voor passief roken
- wettelijke regulering
- verpakking en etikettering
- campagnes
- beteugelen van tabaksreclame
- behandeling van verslaving
- beletten van smokkel
- bescherming van minderjarigen
- onderzoek.

## Evaluatie
De kaderovereenkomst is een van de weinige mechanismen waarmee de WHO de naleving van gemaakte afspraken inzake de beteugeling van tabaksgebruik kan afdwingen. Toch werden talrijke terkortkomingen vastgesteld in de database met nationale uitvoeringsverslagen, hetgeen de geloofwaardigheid van het programma ondermijnt.